# Rosalia bouvieri
Rosalia bouvieri là một loài bọ cánh cứng trong họ Cerambycidae.